# Vîsoke, Berîslav
Vîsoke (în ucraineană Високе) este localitatea de reședință a comunei Vîsoke din raionul Berîslav, regiunea Herson, Ucraina.

## Demografie
Componența lingvistică a localității Vîsoke
     Ucraineană (95,83%)
     Rusă (3,88%)
     Alte limbi (0,29%)
Conform recensământului din 2001, majoritatea populației localității Vîsoke era vorbitoare de ucraineană (95,83%), existând în minoritate și vorbitori de rusă (3,88%).